# North Red River, Minnesota
North Red River (tiếng Anh: North Red River Township) là một xã thuộc quận Kittson, tiểu bang Minnesota, Hoa Kỳ. Năm 2010, dân số của xã này là 0 người.